# Zgornja Pristava (gmina Slovenske Konjice)
Zgornja Pristava – wieś w Słowenii, w gminie Slovenske Konjice. W 2018 roku liczyła 175 mieszkańców.